# St. Johannes der Täufer (Winsen/Aller)

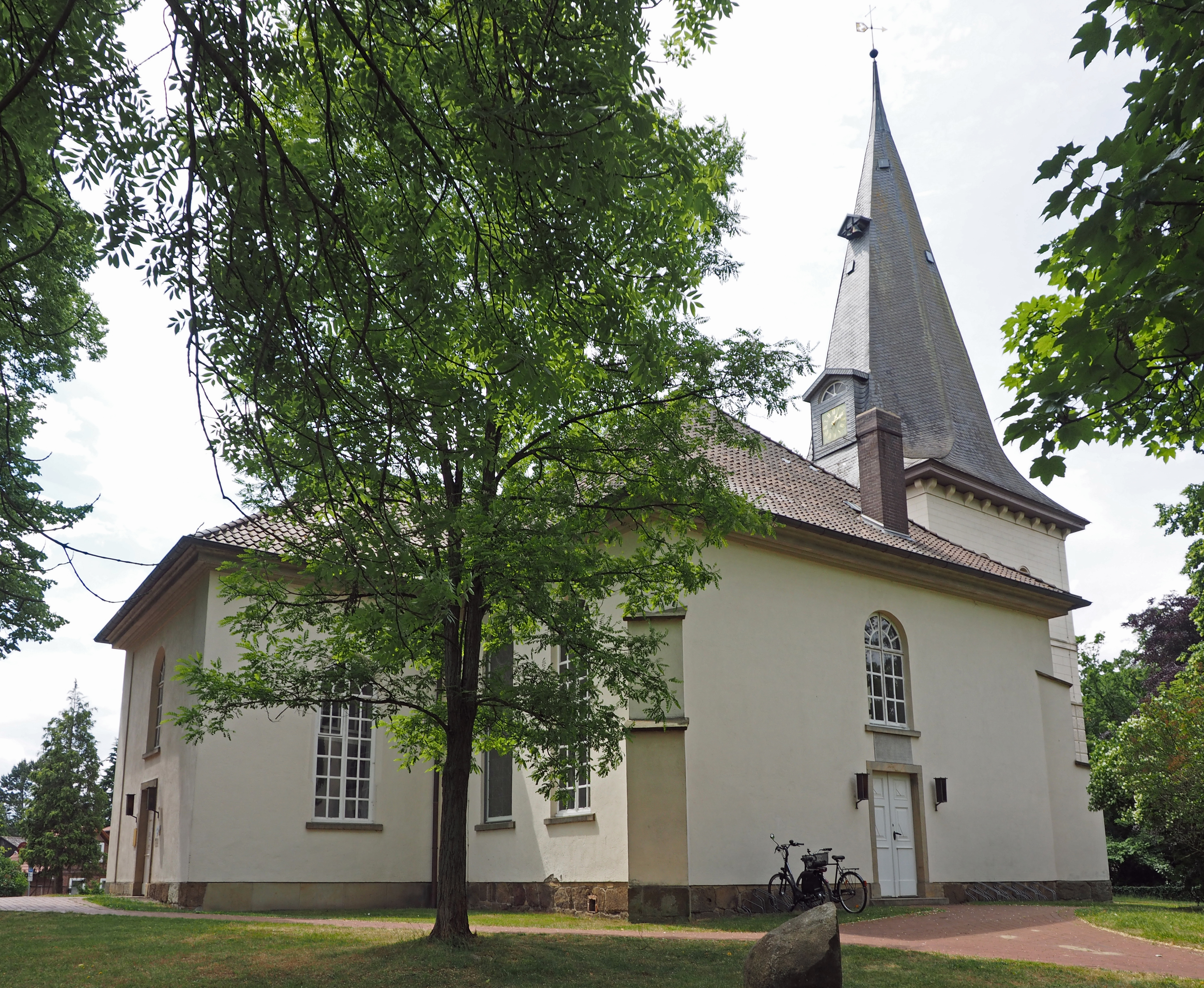
St. Johannes der Täufer

Die Kirche St. Johannes der Täufer in Winsen (Aller) ist eine Kirche der evangelisch-lutherischen Kirchengemeinde im Kirchenkreis Celle, im Sprengel Lüneburg der Evangelisch-Lutherischen Landeskirche Hannover.
Das Gebiet der Kirchengemeinde ist in drei Pfarrbezirke gegliedert. Zum Bezirk I zählen Winsen-Nord und die Ortsteile Meißendorf und Walle, zum Bezirk II gehören Winsen-Ost und die Ortsteile Wolthausen und Stedden, zum Bezirk III rechnen Winsen-West und die Ortsteile Thören, Bannetze und Südwinsen.

## Geschichte

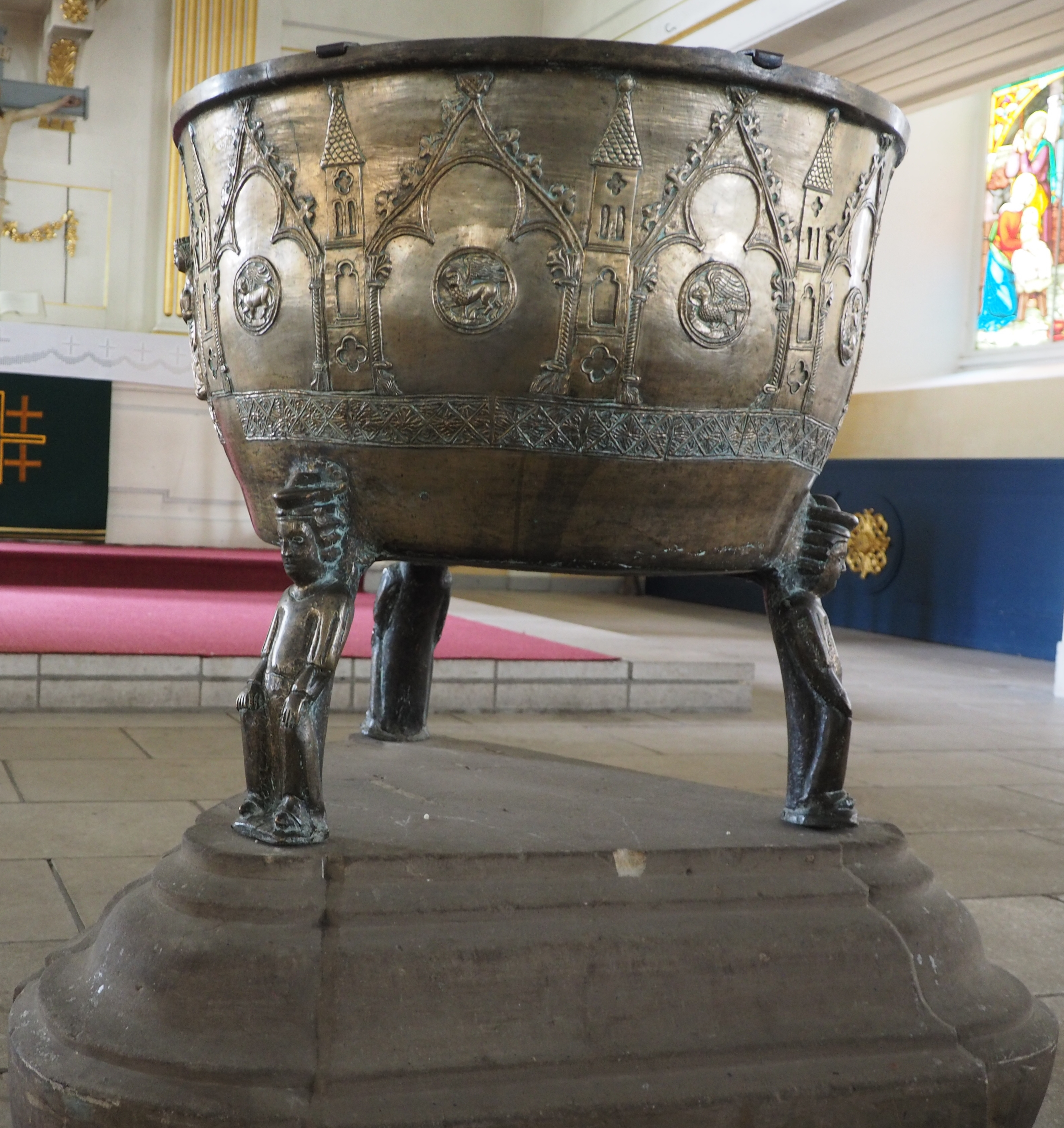
Bronzenes Taufbecken (13. Jahrhundert)

Über einen Vorgängerbau gibt es keine Quellen. Vermutlich war es eine Holzkirche und gehörte bereits zu den Kirchen, die im 9. Jahrhundert in der Missionierungszeit des Sachsenlandes entstanden. Sie unterstand dem Archidiakonat Ahlden im Bistum Minden. Das Patrozinium (die Schutzherrschaft) des Patrons Johannes der Täufer weist nur die Kirchen in Ahlden, Soltau und Walsrode aus.
Von dem ursprünglichen Kirchengebäude blieb nur der aus Raseneisenstein errichtete Unterbau des Turmes erhalten. Im 14. Jahrhundert wurde anstelle des romanischen Kirchenschiffes ein gotisches Langhaus errichtet. Die alten Strebepfeiler und ein Spitzbogenfenster erinnern noch heute daran.
Nachdem Herzog Ernst der Bekenner im Celler Land die Reformation eingeführt hatte, wurde die Kirche im Jahr 1597 durch Baumeister Jakob Reis mit einem Anbau im Norden erweitert. Im Dreißigjährigen Krieg wurde die Kirche stark zerstört, und auch das Archivgut ging in der Zeit verloren. Erst seit dem Jahr 1668 sind wieder Kirchenbücher vorhanden.
1822 wurde im Südteil ein Umbau, der einem Neubau gleichkam, vorgenommen. Es erfolgte die Erweiterung des jetzigen Längsschiffes und der Umbau zu einer klassizistischen Kirche.

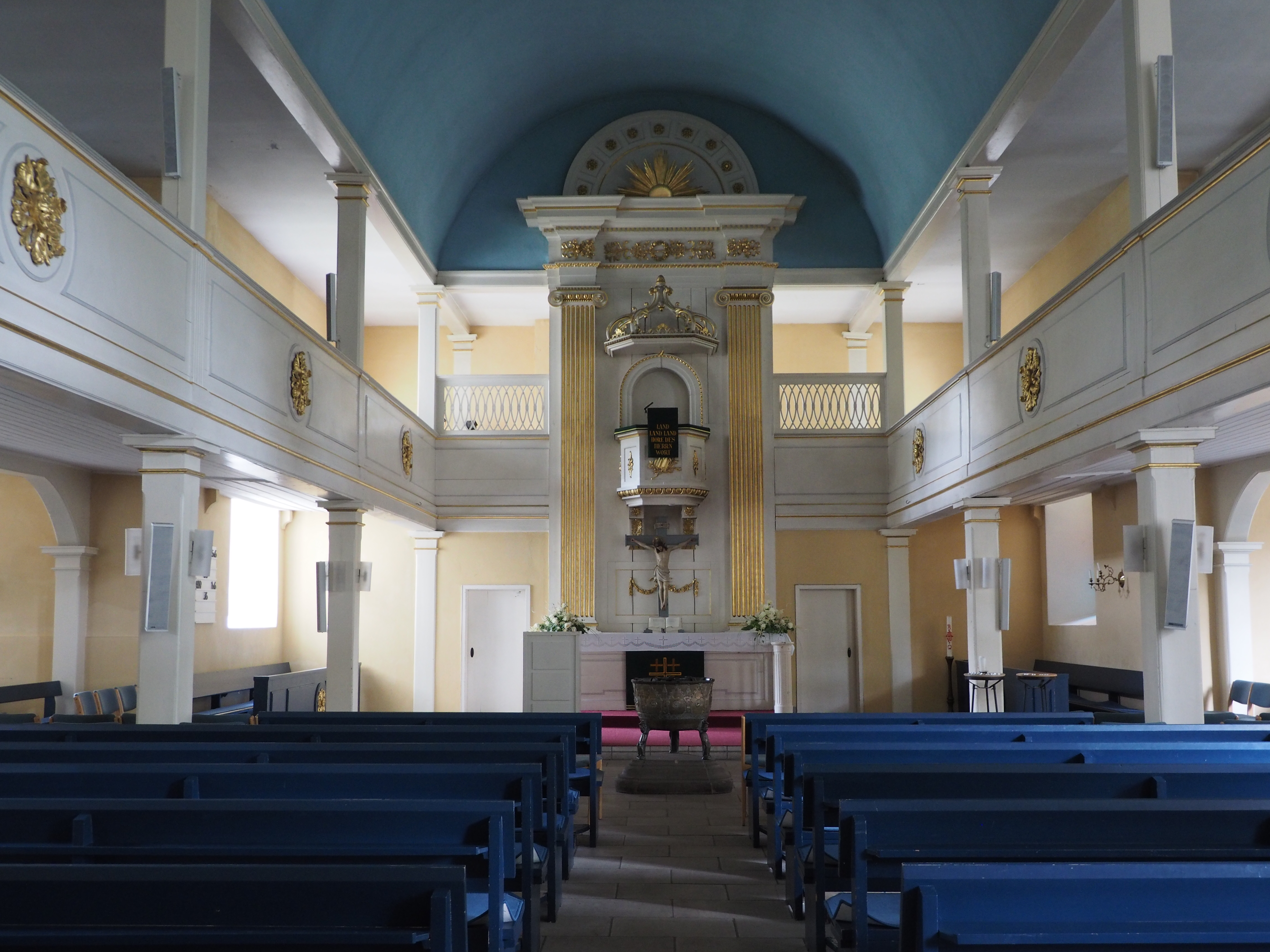
Das Längsschiff mit Kanzelaltar und Empore

## Ausstattung
- Vor dem Altar steht ein bronzenes Taufbecken aus dem 13. Jahrhundert.
- Die um 1700 geschaffene Patene gestaltete Johann Ernst Brabandt[1]
- 1822 erhielt die Kirche auch im Innern ihr heutiges, klassizistisches Aussehen. Eine umlaufende Empore verbindet den Kanzelaltar mit der Orgel.

## Orgel

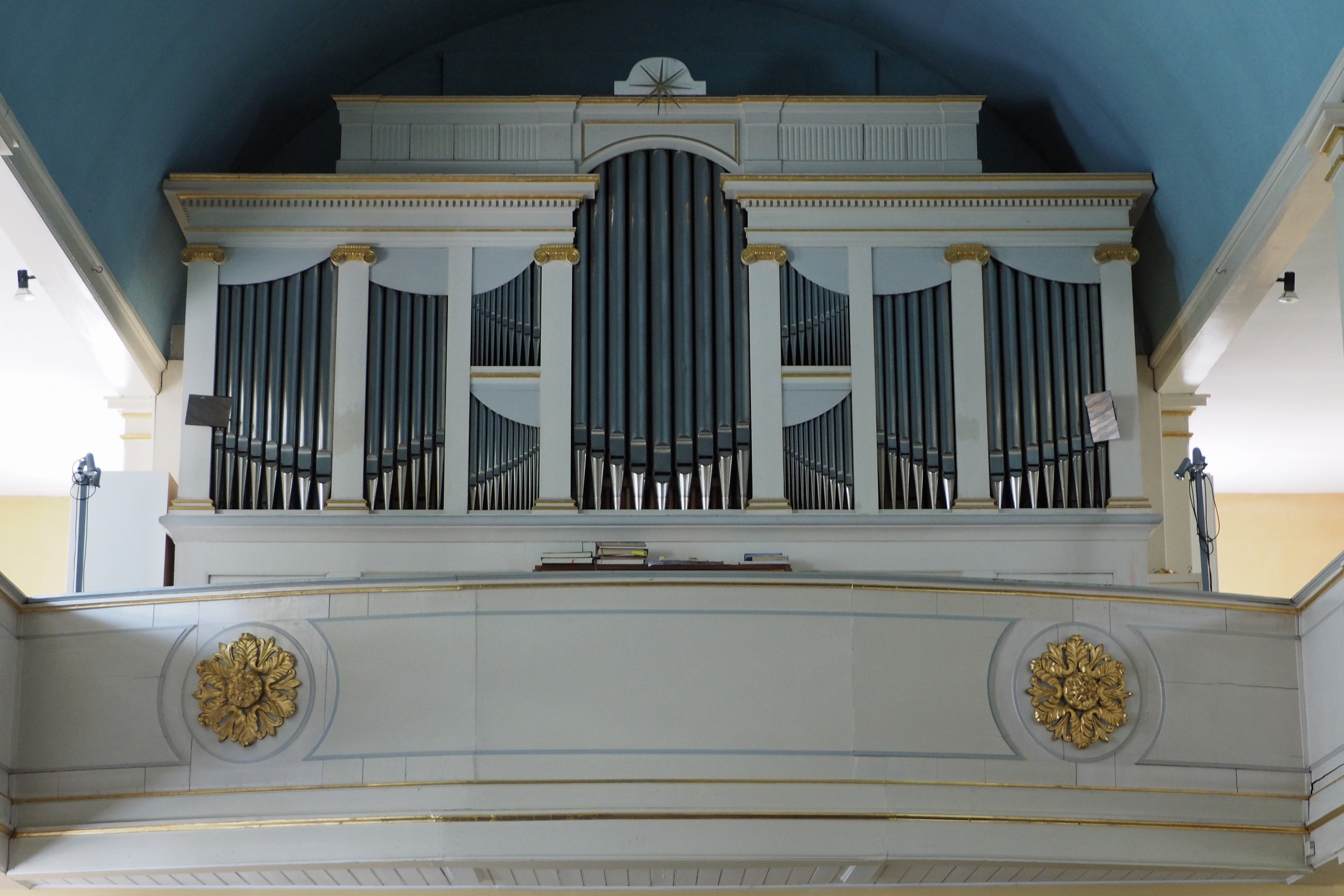
Orgel

Es lässt sich zurückverfolgen, dass von dem Orgelbauer Jonas Weigel aus Braunschweig 1630, im Dreißigjährigen Krieg, in der Kirche eine Orgel eingebaut wurde. Während des Krieges wurde diese stark zerstört und musste größeren Reparaturen unterzogen werden. 1752 erfolgte durch den Orgelbauer Christian Friedrich Matthay aus Hannover ein Umbau oder Neubau. Nach dem Umbau der Kirche im Jahr 1822 erfolgte 1824 durch Christian Bethmann auch ein vollständiger Neubau der Orgel. Diese wurde 1933 erweitert und renoviert. 1975 erfolgte nochmals ein grundlegender Umbau durch die Orgelbaufirma Emil Hammer. Das äußere Erscheinungsbild (der Orgelprospekt) aus dem Jahr 1824 wurde hier aber beibehalten. Heute umfasst die Orgel 24 Register auf 2 Manualen und Pedal.